# Смолка клейкая
Смо́лка кле́йкая, или Смолка обыкновенная (лат. Silene viscaria) — вид двудольных цветковых растений, по современной классификации входящий в род Смолёвка (Silene) семейства Гвоздичные (Caryophyllaceae). Название относится к устаревшему синониму лат. Viscária vulgáris, тогда как более корректным является Смолёвка клейкая, которое однако еще не встречается в ботанических авторитетных источниках.

## Ботаническое описание

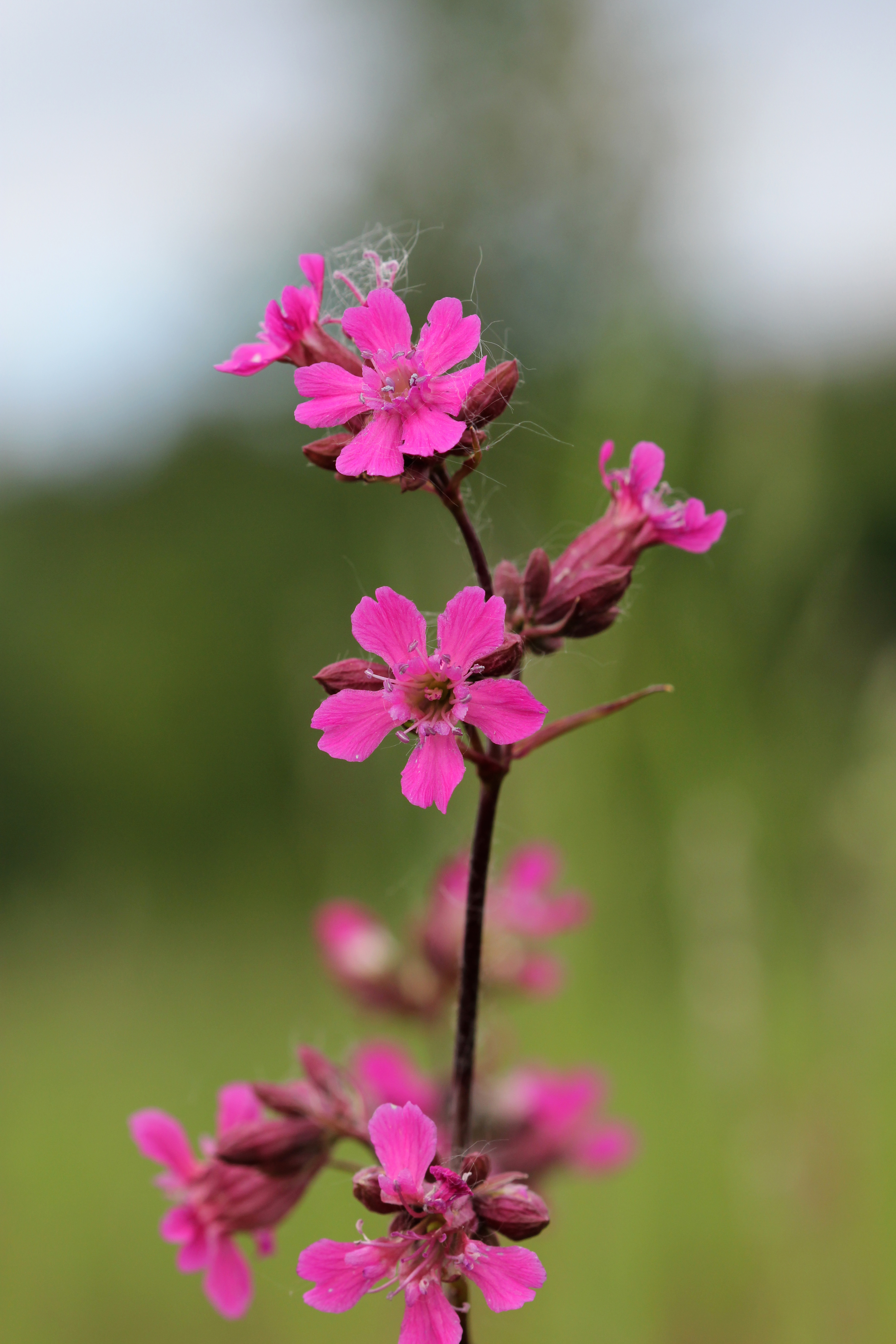
Цветок

Смолёвка клейкая — многолетнее травянистое растение. Стебли прямостоячие, маловетвистые, достигающие от 0,3 до 0,9 м в высоту, голые, в узлах обычно клейкие.
Прикорневые листья на черешках, обратноланцетовидные или почти линейные, заострённые. Стеблевые листья сидячие, в 2—4 парах, в очертании линейно-ланцетовидные, не более 10 см в длину.
Цветки собраны в рыхлые дихазиальные соцветия на верхушке побега, около 2 см в диаметре. Прицветники листовидные, до 3 см длиной. Чашечка окрашенная, сиреневая, колокольчатая. Венчик насыщенно тёмно-розовый или сиреневый, реже белый, лепестки очень неглубоко разделены на две доли, яйцевидные. Пестики в числе 5.
Плод — яйцевидная коробочка, раскрывающаяся пятью створками. Семена фасолевидные, тёмно-коричневые.
Число хромосом 2n = 24.

## Распространение и экология
Естественный ареал смолёвки клейкой — почти вся Европа за исключением юго-запада, а также Передняя Азия.
Смолёвка выращивается в качестве декоративного садового растения в Европе и Северной Америке, на востоке США иногда дичает.
По отношению к увлажнению относится к ксеромезофитам, полурозеточным стержнекорневым гемикриптофитам, что позволяет ей легко выдерживать несильную засуху в летний период.

## Классификация

### Таксономия
Silene viscaria  Jess., 1879, Deut. Excurs.-Fl. 280
Вид Смолёвка клейкая относится к роду Смолёвка (Silene) семейства Гвоздичные (Caryophyllaceae) порядка Гвоздичноцветные (Caryophyllales). Кладограмма в соответствии с Системой APG IV по состоянию на декабрь 2023 года:
|  |                                      |  |                                   |                                   |                      |  | ещё 40 семейств | ещё 40 семейств |                  |  |  |  | еще 485 подтвержденных видов и 1 143 вида, ожидающих подтверждения |
|  |                                      |  |                                   |                                   |                      |  | ещё 40 семейств | ещё 40 семейств |                  |  |  |  | еще 485 подтвержденных видов и 1 143 вида, ожидающих подтверждения |
|  |                                      |  |                                   | порядок Гвоздичноцветные          |                      |  |                 |                 | род Смолёвка     |  |  |  |                                                                    |
|  |                                      |  |                                   | порядок Гвоздичноцветные          |                      |  |                 |                 | род Смолёвка     |  |  |  |                                                                    |
|  | отдел Цветковые, или Покрытосеменные |  |                                   |                                   | семейство Гвоздичные |  |                 |                 | Смолёвка клейкая |  |  |  |                                                                    |
|  | отдел Цветковые, или Покрытосеменные |  |                                   |                                   | семейство Гвоздичные |  |                 |                 |                  |  |  |  |                                                                    |
|  |                                      |  | ещё 63 порядка цветковых растений | ещё 63 порядка цветковых растений |                      |  |                 | еще 97 родов    | еще 97 родов     |  |  |  |                                                                    |
|  |                                      |  |                                   | ещё 63 порядка цветковых растений |                      |  |                 |                 | еще 97 родов     |  |  |  |                                                                    |

### Синонимы
- Lychnis viscaria L.
- Lychnis viscosa Scop.
- Silene viscaria subsp. viscaria
- Steris viscaria (L.) Raf.
- Viscaria viscosa Asch.
- Viscaria vulgaris Roehl.